# 외계 혜성

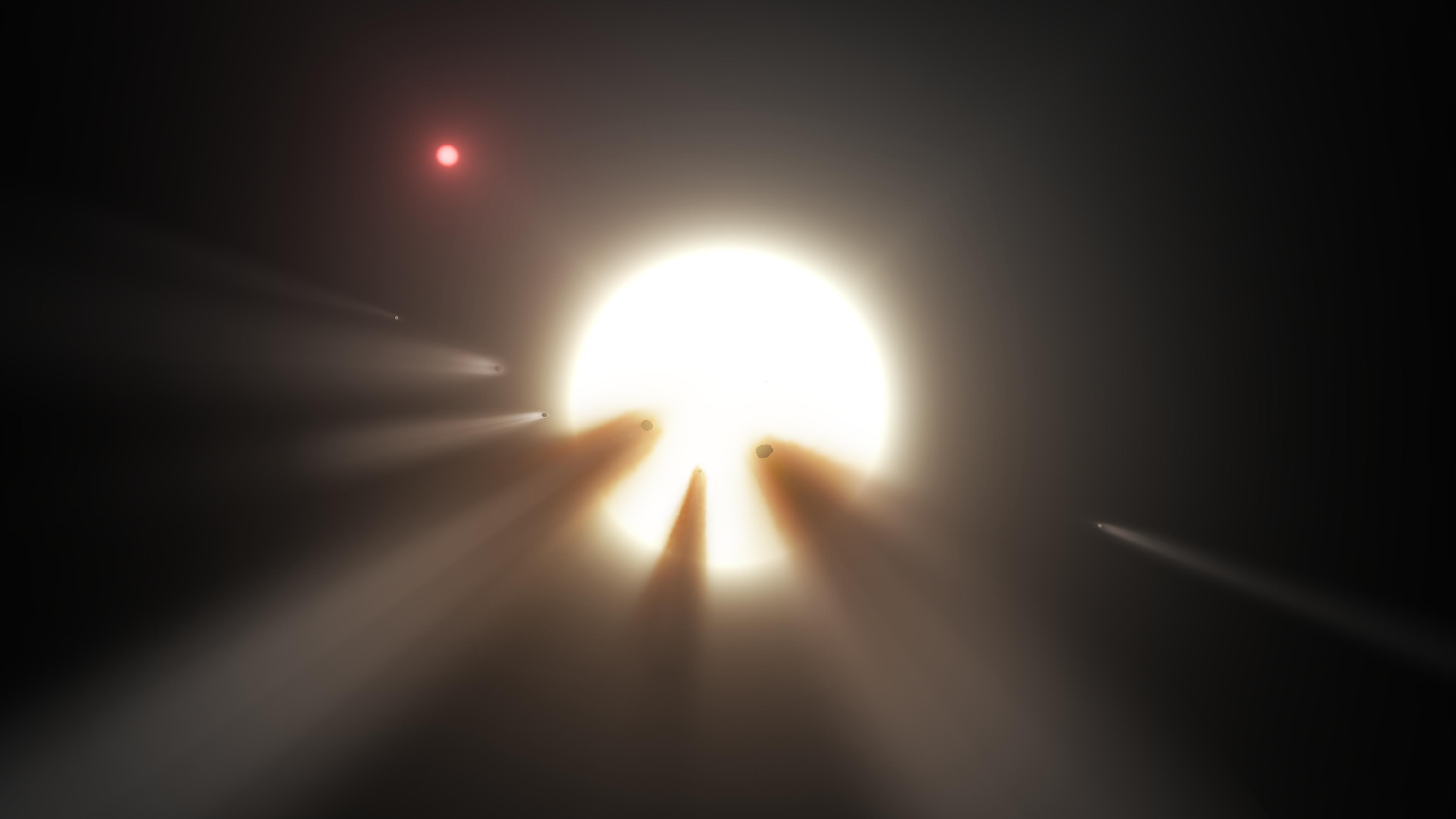
외계 혜성의 상상도

외계 혜성은 태양계 외 행성계에 존재하는 혜성이다. 첫 번째 외계 혜성은 1987년 A형 주계열성인 화가자리 베타에서 최초로 발견되었으며, 2019년 2월 현재 외계 혜성이 관찰되거나 의심되는 총 27개의 행성계가 있다. 여태까지 발견된 외계 혜성은 거의 다 모항성이 A형 주계열성으로, 원시별 단계를 막 지난 어린 별이 절대 다수이다. 그렇지만 상대적으로 오래된 별인 사자자리 Phi 스펙트럼에서 혜성으로 추정되는 물체가 발견되었다. 이후 오래된 F2V 형 별인 까마귀자리 에타 주변에서 외계 혜성이 발견되었다. 2018년에 케플러 우주망원경의 데이터를 사용하여 또 다른 F형 별 주변에서 외계 혜성이 발견되었다.

## 관측방법
외계 혜성은 모항성을 통과 할 때 모항성의 스펙트럼 변화에 의해 검출된다. 모항성의 스펙트럼의 흡수선에서 변화가 관찰된다. 또한 외계 혜성에서 나오는 가스로 인한 추가적인 스펙트럼이 생성된다.

## 갤러리

오우무아무아의 태양계 탈출 과정
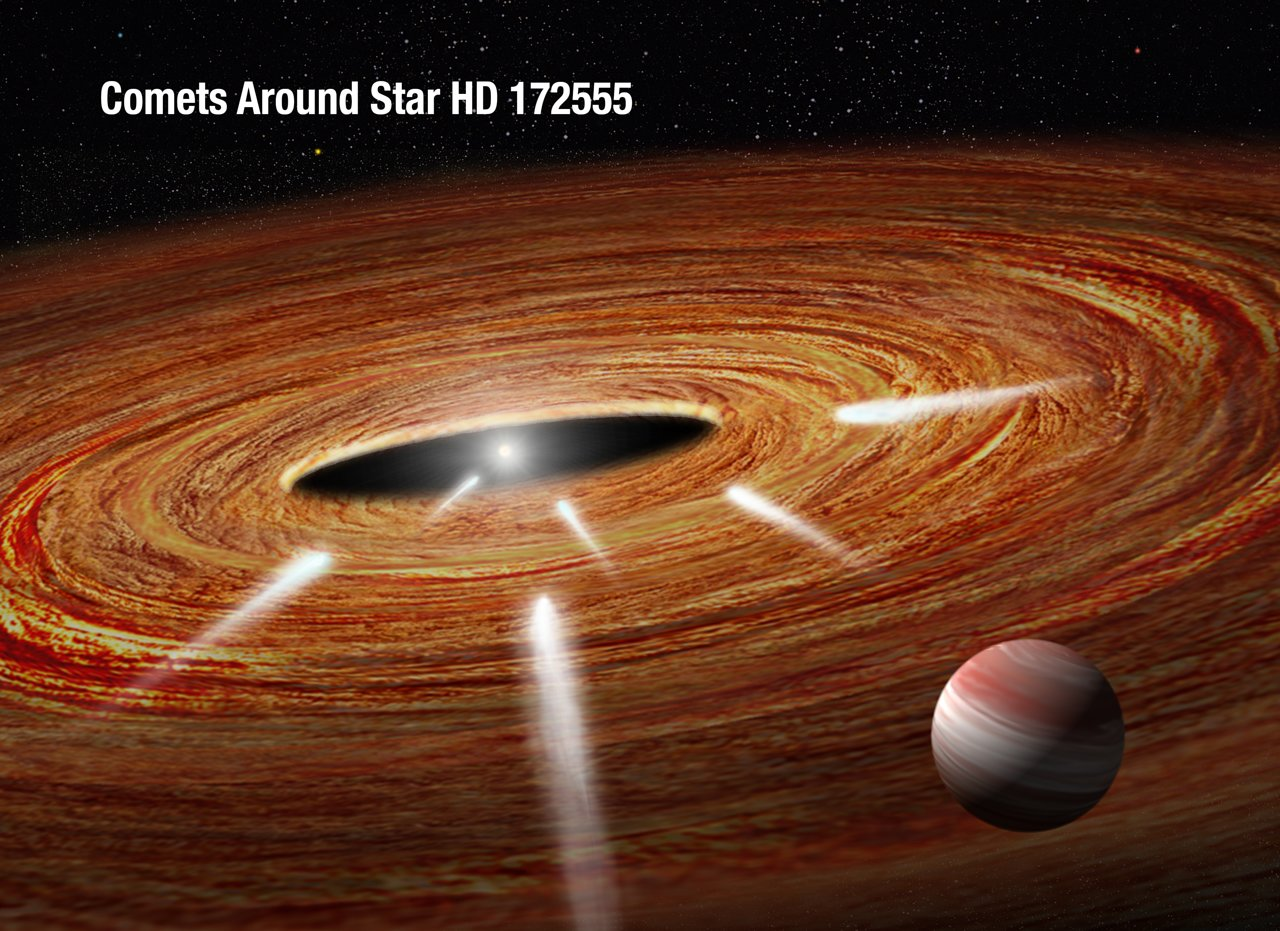
HD 172555의 상상도
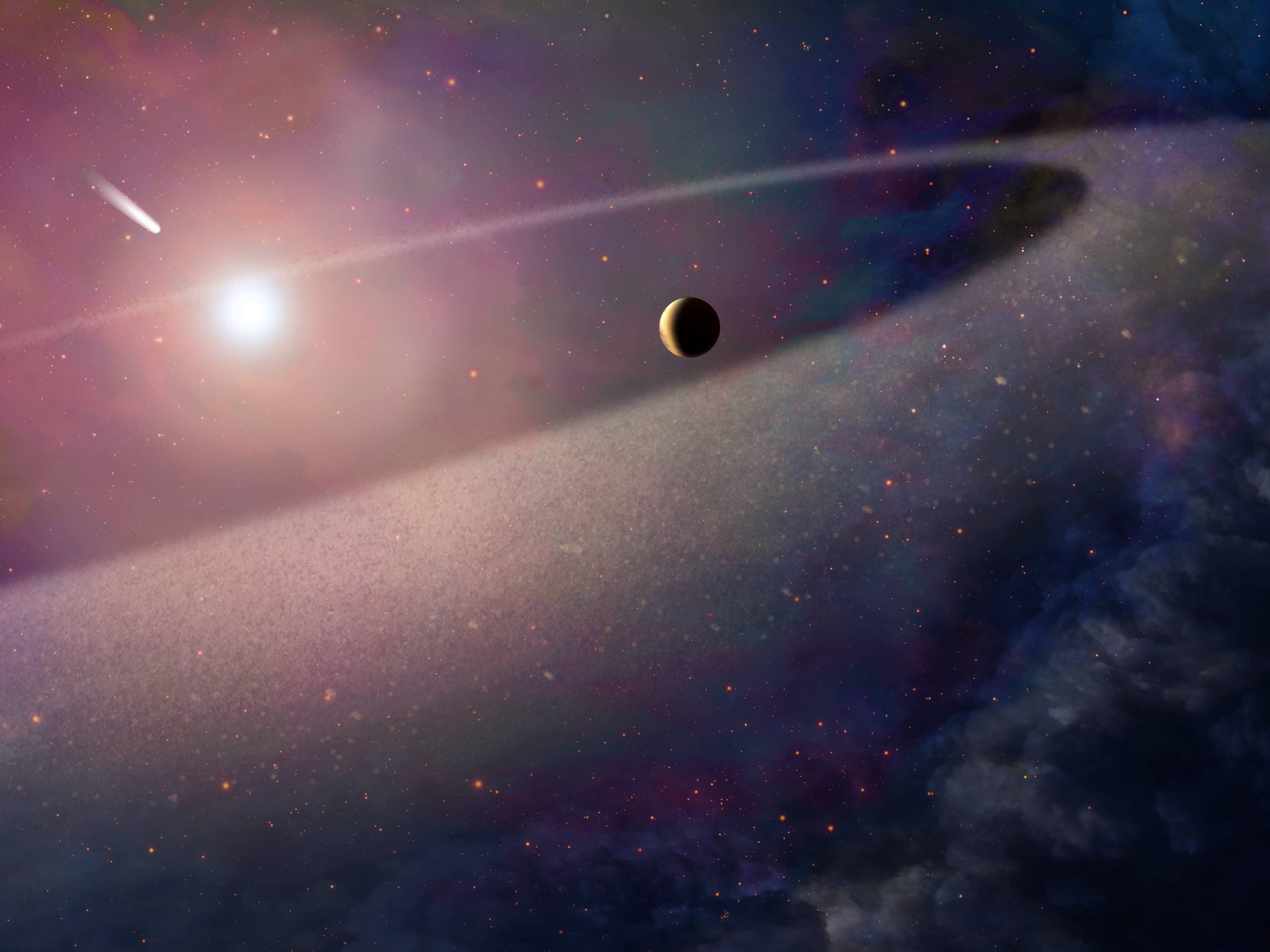
외계 혜성의 움직임 예측
- 외계 혜성의 공전
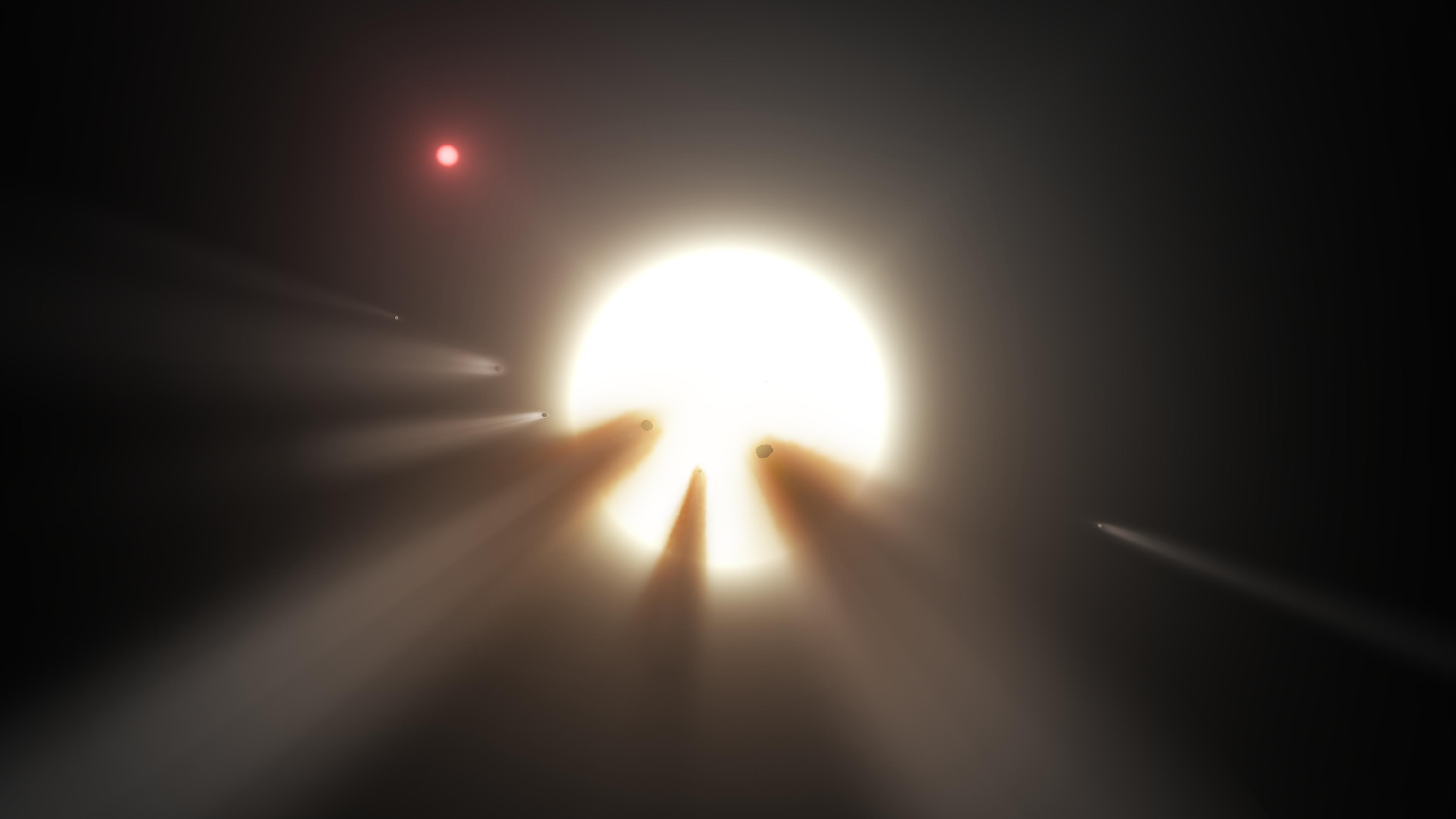
KIC 8462852를 공전하는 외계 혜성.